# Lecane sverigis
Lecane sverigis is een raderdiertjessoort uit de familie Lecanidae. De wetenschappelijke naam van deze soort is voor het eerst geldig gepubliceerd in 1934 door Ahlstrom.